# Receptor de progesterona
El receptor de progesterona (RP, o PR del inglés: progesterone receptor) también conocido como NR3C3 (receptor nuclear subfamilia 3, grupo C, miembro 3), es una proteína ubicada dentro de las células. Es activada por la hormona esteroidea progesterona. 
En humanos, el RP es codificado por un solo gen PGR residente en el cromosoma 11q22, tiene dos formas principales, A y B, que difieren en su peso molecular.

## Función
La progesterona es necesaria para inducir los receptores de progesterona. Cuando no hay hormona de unión presente el terminal carboxilo inhibe la transcripción. La unión de una hormona induce cambios estructurales que remueve la acción inhibitoria. Los antagonistas de progesterona previenen las reconfiguración estructural. 
Después de que la progesterona se une al receptor, le sigue una reestructuración con dimerización y el complejo entra al núcleo y se une con la ADN. Allí tiene lugar la transcripción, lo que resulta en la formación del ARN mensajero que se traduce por los ribosomas para producir proteínas específicas.

## Estructura
Al igual que otros receptores esteroideos, el receptor de progesterona tiene un dominio regulatorio N-terminal, un dominio de unión al ADN, una sección de articulación, y un ligando dominio de unión C-terminal. Una función activadora de la transcripción (TAF) especial, llamada TAF-3, está presente en el receptor de progesterona-B, en un B-segmento aguas arriba en el terminal aminoácido. Este segmento no está presente en el receptor-A.

## Isoformas
Como se ha demostrado en ratones deficientes en receptores de progesterona, los efectos fisiológicos de la progesterona dependen completamente de la presencia del receptor de progesterona humano (hPR), un miembro de la superfamilia de esteroides-receptor de los receptores nucleares. La copia única humana del gen (hPR) utiliza promotores y sitios de inicio de traducción separados para producir dos isoformas, hPR-A y -B, que son idénticos excepto por un adicional de 165 aminoácidos presentes solo en el N-terminal del hPR-B. A pesar de que el hPR-B comparte muchos dominios estructurales importantes con el hPR-A, en realidad ambos son dos factores de transcripción funcionalmente distintos, que median sus propios genes de respuesta y efectos fisiológicos con pocas coincidencias. La ablación selectiva del PR-A en un modelo de ratón, resultando en la producción exclusiva de PR-B, reveló inesperadamente que el PR-B contribuye a, en vez de inhibir, la proliferación de células epiteliales tanto en respuesta a estrógenos solos y en presencia de progesterona y estrógeno. Estos resultados sugieren que en el útero, la isofomra PR-A es necesaria para oponerse a la proliferación inducida por estrógenos como también la proliferación PR-B-dependiente.

## Polimorfismos funcionales
Seis sitios variables, incluyendo cuatro polimorfismos y cinco haplotipos comunes se han identificado en el gen de PR humano. Un promotor polimorfismo de región, +331G/A, crea un sitio de inicio de transcripción único. Ensayos bioquímicos mostraron que el polimorfismo +331G/A aumenta la transcripción del gen PR, favoreciendo la producción de hPR-B en una línea celular de cáncer endometrial Ishikawa.
Varios estudios han demostrado que no existe asociación entre el gen polimorfismos +331G/A del receptor de progesterona y el cáncer de mama o de endometrio. Sin embargo, estos estudios de seguimiento carecían del tamaño de muestra y el poder estadístico para sacar conclusiones definitivas, debido a la rareza de la SNP +331A. Actualmente se desconoce cual polimorfismos, si cualquiera, en este receptor sea de importancia para el cáncer.

## Antagonistas
Los receptores de progesterona trabajan como antiprogestágenos. El ejemplo principal es la mifepristona. Los moduladores selectivos de los receptores de progesterona también podrían tener más o menos actividad antagonista. Antagonistas del PR adicionales incluyen: onapristona (ZK98299), lonaprisan (ZK230211, BAY86-5044), APR19, EC304, WAY-255348, ORG31710, asoprisnil (J867), telapristona (Proellex, CDB-4124), y CDB-2914 (acetatos de ulipristal).

## Interacciones
El receptor de progesterona se ha demostrado que interactúa con:
- KLF9,[12]
- Correpresor 2 de receptor nuclear,[13] y
- UBE3A.[14]